# Софонизба Ангуисола
Софонѝзба Ангуѝсола, също Софонизба Ангусола или Ангуишола (на италиански: Sofonisba Anguissola/ Angussola /Anguisciola; * 2 февруари 1531 в Кремона, Миланско херцогство, † 16 ноември 1625 в Палермо, Сицилианско кралство) е италианска художничка от епохата на Късния ренесанс, най-успешната художничка на своето време. Наричат я „първата жена художничка на Ренесанса“. Тя се радва на уважение в Италия и в чужбина и общува с владетели, литератори и творци.

## Биография

### Детство и ранни години
Потомка е на благородническия род Галвано дей Сорди ди Лондра и на аристократичния род от Пиаченца Ангуисола, който бяга в Италия и Европа след чума в Константинопол. Произходът и името на благородническото семейство Ангуисола са свързани с древна византийска традиция, богата на исторически детайли.
Софонизба е първото от седемте деца (шест дъщери и един син) на Амилкаре Ангуисола и Бианка Понцони, за която Амилкаре се жени през 1530 г. Носи името си от трагическата картагенска принцеса Софонизба. Годината ѝ на раждане 1527/28 г., цитирана от много автори, почива на погрешното твърдение на фламандския художник Антонис ван Дайк, който я посещава една година преди смъртта ѝ и пише „96-годишна, сляпа, но с жив ум“. И двамата родители на Софонизба принадлежат към онази част от аристокрацията на град Кремона (Северна Италия), която води началото си от търговското съсловие. Те възпитават дъщерите си в духа на новото време – Ренесанса. Децата са възпитавани в хуманизъм и получават образование, което тогава е достъпно само за момчетата от семейството. Сестрите на Софонизба – Лучия, Еуропа, Анна Мария стават художнички, Минерва е писателка и преподавателка по латински език, а Елена, първоначално художничка, става доминиканска монахиня. Брат ѝ Аздрубале учи латински и става музикант.
Баща ѝ Амилкаре е част от Съвета на декурионите, който управлява град Кремона от името на краля на Испания Филип II. Любител на изкуството, той посещава Академия „Анимози“ и културното общество в Кремона, отворено за новите културни ферменти, които кръстосват Италия и Европа. Той насочва дъщерите си към изучаването на литературата, живописта и музиката. За разлика от други млади аристократи Софонизба не се посвещава на живописта като забавление или удовлетворение, а като професия. Несигурните икономически условия на семейството всъщност карат баща ѝ, на когото му предстои да осигури шест зестри за дъщерите си, да търси допълнителен източник на доходи за семейството. Както когато е в двора на крал Филип II, така и след смъртта на баща си през 1573 г., Софонизба периодично внася пари за издръжката на брат си.

### Художествено образование
Самата Софонизба получава солидно художествено образование. Тя учи от 11 до 13-годишна възраст заедно със сестра си Елена при маниериста Бернардино Кампи (1522-1591), в чийто дом двете живеят като гостенки – наемателки. Кампи е уважаван портретист и религиозен художник от Ломбардската школа, и въпреки че не принадлежи към известното семейство кремонски художници, има стил, който черпи от водещите представители на маниеристкото изкуство на мода в Северна Италия между 16 и 17 век. Стилът му оказва голямо влияние върху Софонизба, която пренася основните му черти в любимата си област – портретната.
През 1549 г., когато Кампи напуска Кремона, тя продължава обучението си при Бернардино Гати, наречен Ил Сояро (ок. 1495 - ок. 1575), ученик на Кореджо. Чиракуването на Ангуисола при местни художници е прецедент в това жените да бъдат приемани като ученички по изкуство.

### Първи произведения
Сред най-ранните известни творби на Софонизба са „Портрет на Елена Ангуисола“ (1551), посветен на нейната сестра, някои автопортрети, направени между 1552 и 1558 г. (включително „Автопортрет“, 1554 г.; „Автопортрет пред статива“, около 1556 г.), „Игра на шах“ (1555 г.), изобразяваща сестрите ѝ Лучия, Минерва и Еуропа, играещи шах, и други картини на членове на семейството ѝ („Портрет на Бианка Понцони Ангуисола“, 1557 г.; „Портрет на семейство Ангуисола“, ок. 1559 г.).
Славата на Софонизба като портретистка се разпространява от началото на 1550-те години. През 1550 г. Марко Джероламо Вида, епископ на Кремона и приятел на семейство Ангуисола, включва името на младата художничка „сред най-видните художници на нашето време“ в своята Cremonensium Orationes III.
Баща ѝ се занимава с поръчките, които получават надарените му дъщери. В тази връзка си кореспондира с изявените творци на своето време като напр. Микеланджело (1475 - 1564) и през 1554 г. му праща няколко нейни рисунки за мнение. Разказва се, че Микеланджело поставя на Софонизба особено трудната задача да нарисува плачещо момче. Тя се справя блестящо, като рисува с въглен и молив „Момче, ухапано от рак“, където изобразява израза на плач и момента на болка на брат си Аздрубале, ухапан от рак и утешен от сестра си Еуропа. По-късно Караваджо черпи вдъхновение в този мотив за своята картина „Момче, ухапано от зелен гущер. Впоследствие Микеланджело ѝ дава скици от своите тетрадки, за да рисува в собствен стил и й дава съвети за резултатите. В продължение на най-малко две години Ангуисола продължава това неформално обучение, получавайки съществени насоки от Микеланджело.
Софонизба и баща ѝ пътуват до аристократичните дворове на Мантуа, Ферара и Парма, където той показва нейни рисунки и автопортрети. Всичко това е крайно необичайно за жените в онази епоха. Младата художничка, промотирана от баща си пред художници, хуманисти и меценати, участва като водеща фигура в художествения живот на италианските дворове. Баща ѝ я запознава с Гондзага, където Софонизба рисува портрет на херцогиня Маргарита и нейната снаха Елена Австрийска, Д'Есте на Ферара и Фарнезе. Нейната компетентност и артистични способности стават известни в и извън границите на италианския полуостров.
През пролетта на 1557 г. Софонизба заминава за Пиаченца, където баща ѝ получава молба за портрет от архидякона. Тя остава там около месец в къщата на роднините си Ангуисола и взима уроци по миниатюра при известния миниатюрист Джулио Кловио. С него тя посещава манастира „Сан Систо“, където се съхранява прочутата „Сикстинска Мадона“ на Рафаело, и базиликата „Санта Мария ди Кампаня“, за да се полюбува на картините на Ил Порденоне. В знак на благодарност Софонизба изобразява Кловио на портрет.
Когато през 1557 г. Ермес Стампа – 2-ри маркиз на Сончино, една от най-могъщите фамилии в Ломбардия, се обръща към Бернардино Кампи да нарисува портрет на сина му, заетият Кампи препоръчва Софонизба. Същата година, след смъртта на Ермес, неговият 9-годишен син Максимилиан става третият маркиз на Сончино. Софонизба го изобразява в цял ръст, облечен в черно, с меч, ръкавици и пръстен – символи на неговия ранг, и със спящо куче – символ на вярност. Портретът показва голяма естественост в изражението на лицето и в очите.
Творци като Джорджо Вазари (1511 - 1574), Франческо Салвиати (1510 - 1563) и Антоан Карон (ок. 1521 - 1599) ценят картините на Софонизба. Като доказателство за това се счита включването на биография на художничката във второто издание на биографичната книга на Вазари „Животописи на най-известните живописци, ваятели и архитекти“, която излиза през 1568 г. Вазари отсяда в къщата на Ангуисола в Кремона през 1568 г. и възхвалява портрета, който тя е направила на семейството си, датиращ от около 1558 г., в който баща ѝ е в центъра, дъщеря му Минерва е вдясно от него, а синът му Аздрубале е отляво.

### В двора на Филип II
Софонизба вече се радва на добро име като художничка, когато през 1559 г. гостува в двора на вицекраля на Милано – херцогът на Сеса. През 1560 г. тя е повикана от там по препоръка на херцога на Алба Фернандо Алварес де Толедо в испанския кралски двор, за да нарисува испанския престолонаследник Филип ІІ (1527-1598) и семейството му и като придворна дама на 14-годишната му годеница на - Елизабет Валоа (1545-1568) – дъщеря на френския крал Анри II и Катерина Медичи, на която дава уроци по рисуване. Скоро младата кралица прекарва повечето време пред статива. Софонизба присъства на брака между кралица Елизабет и Филип II, който се завръща от Брюксел след пет години отсъствие. По време на тържествата тя се запознава с младия кондотиер и благородник Феранте Гондзага.
По време на урок по рисуване в двора тя се среща с принца Дон Карлос (1545-1568), син от първия брак на Филип II с Мария Португалска, описван от посланиците като малък, меланхоличен и болнав. По-късно рисува изгубен негов портрет, на който принцът е облечен в костюм с подплата от рис, и като награда получава диамант на стойност 1500 скуди.
Вазари съобщава как Софонизба е гледана с възхищение от двора на Филип II. Художничката рисува портрети на почти всички членове на кралското семейство, но никой от тях не носи нейния подпис. Според някои автори, без да заема официалната длъжност на придворен художник, тя не получава заплата в замяна на услугите си, а само скъпоценни тъкани и бижута. Според други годишната ѝ заплата възлиза на сто дуката.
Има останали писма от кореспонденцията на художничката, като например това от 1561 г. от Мадрид до папа Пий IV (1499-1565) и писмо от 21 октомври 1561 до художника Бернардино Кампи, писано в Мадрид.
През 1565 г. Софонизба рисува Филип ІІ, на когото са подчинени Миланското херцогство, а следователно и Кремона. Възможно е тя да се е запознала с изкуството на Ханс Холбайн, който също е придворен художник.
Софонизба се привързва много към кралица Елизабет и когато тя умира при третото си раждане през 1568 г., художничката изпада в депресия, но остава в испанския двор още няколко години като дама и портретистка на двете инфанти Изабела и Катерина. Първият портрет на Софонизба на инфантата Изабела е толкова добър, че Петер Паул Рубенс го копира.
Наследницата на Елизабет като кралица - ерцхерцогинята на Австрия Анна Австрийска (1549-1580) също цени общуването със Софонизба и нейното изкуство. По време на престоя си в кралския двор художничката винаги има безупречно и въздържано поведение.

### В Палермо и Генуа
Когато тя наближава 40-те, испанският крал ѝ предлага помощта си при избора на съпруг, но тя не желае испанец, а италианец. През 1573 г. Софонизба се омъжва чрез пълномощник, по застъпничеството на испанския двор, който ѝ дава значителна зестра, за сицилианския благородник Фабрицио Монкада Пинятели – брат на вицекраля на Сицилия, и се мести в Патерно в двореца на Монкада.
Бракът продължава само пет години: на 27 април 1578 г. съпругът ѝ умира по време на пиратско нападение, докато е на път на галера за двора на Филип II. За да отдаде почит на съпруга си, художничката рисува олтарната картина „Мадона на Итрия“, съхранявана в атриума на църквата на бенедиктинския манастир „Мария Сантисима Анунциата“. В картината, в която лицето на Дева Мария е автопортрет, е представено яхтено пристанище с два малки кораба в памет на смъртта на Монкада на брега на остров Капри.

### Втори брак
Овдовяла, художничката напуска Сицилия, за да се върне в Кремона, но по време на пътуването по море тя среща младия капитан от флота – генуезкият благородник Орацио Ломелини, вдовец и със син. Тя се омъжва за него в Пиза през 1579 г. без разрешението на краля, и се заселва в Генуа. Остава в този град в продължение на 35 години, като продължава да рисува портрети на испански придворни, посещаващи Генуа или Савона.
Около 1580 г. тя се запознава с младия художник Пиер Франческо Пиола, който я кара да приеме като стил този на генуезките художници Лука Камбиазо и Бернардо Кастело.
Връщайки се през 1615 г. с новия си съпруг в Палермо, където той има много интереси, Софонизба продължава да рисува въпреки рязкото намаляване на зрението ѝ. В дългосрочен план обаче голямото ѝ късогледство и ревматизмът ѝ пречат тя да продължи да рисува, но не преди да постигне голяма слава, дотолкова, че известният Антонис ван Дайк, който я наследява като официален портретист на испанския двор, признава цялото си възхищение от нейното изкуство. 
През 1585 г. тя среща инфантата Каталина Михаела, когато последната е на път за сватбата си със Савойския херцог, и я придружава до Торино. По време на пътуването подготвя скици за портрет на невестата.
През 1606 г. Софонизба е посетена от художника Петер Паул Рубенс, който копира няколко нейни творби по поръчение на херцога на Мантуа в Испания.

### Късни години
На 12 юли 1624 г. Софонизба се среща с младия Антонис ван Дайк в двора на вицекраля на Сицилия Емануил Филиберт Савойски; 25-годишният художник рисува неин портрет. На Ван Дайк тя му се струва „ужасно слаба и крехка“. За негова изненада обаче 93-годишната жена е с ясен ум, разговаря на френски език, разбира всичко, което той казва и изобщо не показва физическа слабост като други стари хора. Ван Дайк изготвя скица на художничката в своя „Италиански пътепис“. Тя му обръща внимание, че при определен ъгъл на падане на светлината бръчките по лицето ѝ не биха хвърляли толкова дълбоки сенки. Ван Дайк я хвали в своята книга, че е научил от нея повече, отколкото изучавайки най-добрите майстори.
Софонизба умира през 1625 г. в Палермо на 94-годишна възраст. Погребана е в църквата местната „Сан Джорджо дей Дженовези“, принадлежаща на Генуезката нация на Палермо, където надгробната плоча на параклиса се намира и днес, в дясната пътека. Съпругът ѝ Орацио Ломелини нарежда да се изсече на нея, че неговата съпруга се нарежда със своето благородство, красота и извънредни дарби до най-прославените жени на света и че е изобразявала човешкото лице така превъзходно, както никой по онова време.

## Значение
Софонизба е търсена предимно като портретистка и художничка на битови групови сцени. Автопортретите ѝ са около тринадесет, но също много обича да рисува семейството си. По онова време жените художнички не са допускани в ателиетата с модели, поради което кръгът на възможните за рисуване сюжети се стеснява. 
Стилът ѝ е разглеждан като връзка между Северните стилове и италианския стил на живопис. Най-известното ѝ произведение е Три сестри при игра на шах, което е първото изображение на ежедневна сцена в италианската живопис. Тази картина е едновременно семеен портрет и жанрова сцена. На картината се виждат три от сестрите Ангуисола и прислужничката, чието изображение присъства и в „Автопортрет до спинет“. На заден план се вижда пейзаж от Кремона, премесен с фантастични елементи. Благодарение на техниката „сфумато“ с пастелни синкави, размити цветове, пейзажът и образът на прислужничката се сливат, докато цветовете при трите сестри са от кафяво-червеникавата гама. Те са по-отчетливи, а дърветата също подчертават отдалечеността на пейзажа. Усмихнатите лица на две от сестрите придават човечност на картината, която често липсва в произведенията от онова време. Прецизно предадените тъкани и кройки на дрехите подчертават уменията на младите жени и говорят за техния социален статус.
Всички фигурки на шахмата са женски, което още веднъж идва да подчертае какво самочувствие има Софонизба като жена и художничка. Шахът е игра на интелект, но е и стратегическа игра, която в случая показва взаимоотношенията между сестрите. Йерархията между сестрите е показана в картината чрез посоката на погледите – най-младата гледа към следващата по възраст, която е загубила играта, а тя от своя страна гледа към най-голямата на картината, която е спечелила. Тази трета сестра е отправила обаче поглед към зрителя, т. е към художничката, която е и зрител, а това е най-възрастната сестра- Софонизба. Както подсказва Garrard, може би Софонизба показва по този начин, че стилът на сестрите ѝ произхожда от нейния стил.

Друга нейна известна творба е Автопортрет до спинет. Всъщност Софонизба има два такива автопортрета. Едната причина да изобрази себе си край инструмента е, че по този начин показва, че е образована млада дама. Хуманистичното образование на жените включва поезия, музика, философия и латински език. Друг неин автопортрет е „Автопортрет пред статив“, който иде да покаже нейния занят като художничка и това, че не рисува само портрети.
Един от най-интересните ѝ автопортрети е Бернардино Кампи рисува Софонизба Ангуисола. Всъщност това е двойна картина- от една страна Софонизба прави портрет на Бернардино, който я рисува, а от друга – тя самата рисува своя портрет. Може би желае по този начин да покаже себе си през очите на друг човек по по-обективен начин. Освен това чрез тази картина тя показва уважението си към Кампи като неин учител. Но все пак тя е тази, която диктува картината. Освен това, противно на правилата, нейният автопортрет е по-голям от образа на Кампи, който „я рисува“. Какво точно иска да каже Софонизба с това, може само да се гадае, но може да се каже, че не ѝ липсва самочувствие. Кампи гледа през рамо към зрителя, т. е към модела - Софонизба. Така фактически тя присъства двукратно – като модел и като портрет. Впрочем Софонизба го рисува по памет, когато той вече не е неин учител.
На своите автопортрети тя е най-често облечена в тъмни дрехи, което трябва да я покаже като добродетелна и сериозна.
Освен испанското кралско семейство художничката рисува и много други италиански и испански благородници. Картините ѝ влизат в колекциите на Ватикана, а папа Юлий ІІІ, както и папа Пий ІV притежават нейни картини. Освен всичко това Софонизба е и преподавателка по рисуване. Като млада жена тя обучава сестрите си, а през четиридесетте си години – и други млади художнички.
Творчеството на Софонизба Ангуисола оказва трайно влияние върху следващите поколения художници. Нейният портрет на кралица Елизабет Валоа със зибелино (кожата на куница с глава и крака от злато със скъпоценни камъни) е широко копиран от много от най-добрите художници от онова време, като Петер Паул Рубенс, докато Караваджо твърди, че е почерпил вдъхновение от работата на Ангуисола за неговото момче, ухапано от гущер.
Ангуисола е важна за феминистките исторички на изкуството. Въпреки че никога не е имало период в западната история, в който жените да отсъстват напълно от визуалните изкуства, големият успех на Ангуисола отваря пътя за това по-голям брой жени да преследват сериозна кариера като художнички; Лавиния Фонтана пише в писмо от 1579 г., че тя и друга жена – Ирен ди Спилимберго са „сложили [сърцето си] върху това да се научат да рисуват“, след като са видели един от портретите на Ангуисола. Някои от по-известните ѝ наследнички включват Лавиния Фонтана, Барбара Лонги, Феде Галиция и Артемизия Джентилески.
Кремонско училище носи името Държавен лицей "Софонизба Ангуисола" (Liceo Statale Sofonisba Anguissola).
Американският художник Чарлз Уилсън Пийл (1741–1827) нарича дъщеря си Софонизба Ангушола (1786–1859; по мъж Селърс). Тя става художничка, чиито творби се намират в Музея на изкуствата във Филаделфия. На 4 август 2017 г. на името на Ангуисола е наречен кратер на Меркурий.

## Стил
Влиянието на Бенедето Кампи, чиято репутация се основава на портрета, е очевидно в ранните творби на Ангуисола като нейния „Автопортрет“ от ок. 1552 - 1553 г. (Флоренция, Уфици). Нейната работа е сходна със светската традиция на Кремона, повлияна силно от изкуството на Парма и Мантуа, в която дори религиозните произведения са пропити с изключителна деликатност и чар. От Бернанрдино Гати тя изглежда взима елементи, напомнящи за Кореджо, с което започва тенденция в кремонската живопис от края на 16 век. Тази нова посока е отразена в „Лучия, Минерва и Еуропа Ангуисола, които играят шах“ (1555 г.; Познан, Национален музей), в която портретът се слива в почти-жанрова сцена, характеристика, извлечена от моделите на Бреша.

Основната част от по-ранните творби на Ангуисола се състои от автопортрети (многото от тях отразяват факта, че нейните портрети са били често търсени поради нейната слава) и портрети на семейството ѝ, които мнозина смятат за най-добрите ѝ творби. 

## Творби (подбор)
Приблизително петдесет творби са приписани на Софонизба Ангуисола. 
- Автопортрет (Autoritratto), ок. 1550, Музей „Полди Пецоли“ (Милано, Италия)
- Портрет на Елена Ангуисола/ Портрет на монахиня (Ritratto di Elena Anguissola (o Ritratto di monaca)), ок. 1551, маслено платно, Градска художествена галерия (Саутхамптън, Великобритания)
- Автопортрет (Autoritratto), ок. 1552 - 1553, маслено платно, Галерия „Уфици“ (Флоренция, Италия)
- Автопортрет (1554), маслен панел от топола, Музей на историята на изкуството (Виена, Австрия)
- Автопротрет до спинет / Портрет на жена (Autoritratto alla spinetta (o Ritratto di donna)), ок. 1554 - 1555, маслено платно, Национален музей „Каподимонте“ (Неапол, Италия)
- Партия шах (Partita a scacchi), 1555 или 1558, маслено платно, Национален музей (Познан, Полша)
- Протрет на монах (Ritratto di monaco), ок. 1556, маслено платно, неизвестно местонахождение, преди това - Колекция „Калигарис“ (Терцо д’Акуилея, Италия)
- Портрет на латерански свещеник (Ritratto di canonico lateranense), 1556, Пинакотека „Тозио Мартиненго“ (Бреша, Италия)
- Автопортрет до статива (Autoritratto al cavalletto), ок. 1556 - 1565, маслено платно, Замък на Ланцут (Полша)
- Автопортрет в минатюра (Autoritratto in miniatura), ок. 1556, рисуван акварел върху пергамент, поставен в метален медальон, Музей на изкуствата (Бостън, САЩ)
- Портрет на Бианка Понцони Ангуисола (Ritratto di Bianca Ponzoni Anguissola), 1557, маслено платно, Берлинска картинна галерия (Германия)
- Портрет на Масимилиано II Стампа (Ritratto di Massimiliano II Stampa), 1557, маслено платно, Художествен музей „Уолтърс“ (Балтимор, САЩ)
- Портрет на Джовани Батиста Казели (Ritratto di Giovanni Battista Caselli), ок. 1557 - 1558, маслено платно, Музей „Прадо“ (Мадрид, Испания)
- Портрет на млада жена, 1558, Художествена галерия (Лвов, Полша)
- Автопортрет (Autoritratto), 1558, маслено платно, Колекция „Кустодия“ (Париж, Франция)
- Автопортрет, 1558, Палацо „Колона“ (Рим, Италия)
- Женски портрет (приписван) (Ritratto femminile), ок. 1558, маслено платно, Музей „Полди Пецоли“ (Милано, Италия)
- Светото семейство (Sacra famiglia), 1559, маслено платно, Академия „Карара“ (Бергамо, Италия)
- Портрет на сем. Агуисола (Ritratto di famiglia Anguissola), ок. 1559, маслено платно, Nivaagaards Malerisamling (Ниво, Дания)
- Бернардино Кампи прави портрет на Софонизба Ангуисола (Bernardino Campi ritrae Sofonisba Anguissola), ок. 1559, Национална пинакотека (Сиена, Италия)
- Портрет на Филип II Испански (Ritratto di Filippo II di Spagna), ок. 1559 - 1573, маслено платно, крепост „Алказар ди Сеговия“ (Испания)
- Портрет на Джована Хабсбург (Ritratto di Giovanna d'Asburgo), ок. 1559–1573, маслено платно, частна колекция
- Портрет на Елизабет Валоа (Ritratto di Elisabetta di Valois), ок. 1559, маслено платно, Музей на историята на изкуството (Виена, австрия)
- Портрет на Алесандро Фарнезе (Ritratto di Alessandro Farnese), ок. 1560, маслено платно, Национална галерия (Дъблин, Ирландия)
- Портрет на момиче, пр. 1560, Ландесмузеум „Йоханеум“ (Галерия „Стари майстори“) (Грац, Австрия)
- Автопортрет (Autoritratto), ок. 1560 - 1561, маслено платно, Пинакотека „Брера“ (Милано)
- Портрет на Джована Хабсбург и момиченце (Ritratto di Giovanna d'Asburgo e una bambina), ок. 1561–1562, маслено платно, Музей, Изабела Стюър-Гарднър“ (Бостън, САЩ)
- Портрет на Елизабет Валоа в ръката с портрет на Филип II (Ritratto di Elisabetta di Valois con in mano un ritratto di Filippo II), ок. 1561–1565, маслено платно, Музей „Прадо“ (Мадрид, Испания)
- Автопортрет до спинет с Аме, 1561, Колекция „Граф на Спенсър“ (Алтхоурп парк)
- Портрет на Минерва Ангуисола (Ritratto di Minerva Anguissola), ок. 1564, Художествен музей на Милуоки (САЩ)
- Портрет на крал Филип II Испански (Ritratto di Filippo II di Spagna), ок. 1564, Музей „Прадо“ (Мадрид, Испания)
- Двоен портрет (Doppio ritratto), ок. 1570, маслено платно, Галерия „Дория Памфлии“ (Рим, Италия)
- Две млади принцеси (Due giovani principesse) (приписвана), ок. 1570–1575, маслено платно, Кралски палат (Генуа, Италия)
- Портрет на три деца с куче или Портрет на две сестри и на брата на художничката (Ritratto di tre bambini con un cane o Ritratto di due sorelle e del fratello dell'artista) (приписван), ок. 1570–1590, маслено платно, Коршам Корт (Коршам, Обединено кралство)
- Портрет на кралица Ана Хабсбург (Ritratto della regina Anna d'Asburgo), 1573, маслено платно, Музей „Прадо“ (Мадрид, Испания)
- Портрет на испански принц (Ritratto di un principe spagnolo), ок. 1573, маслено платно, Художествен музей на Сан Диего (САЩ)
- Портрет на инфанта Изабела Клара Евгения (Ritratto della infanta Isabella Clara Eugenia) (приписвана), ок. 1573, маслено платно, Галерия Сабауда (Торино, Италия)
- Пиета (Pietà), ок. 1574–1585, маслено платно, Пинакотека „Брера“ (Милано, Италия)
- Портрет на Франческо I Медичи, велик херцог на Тоскана (Ritratto di Francesco I de' Medici, granduca di Toscana), ок. 1579, маслено платно, Частна колекция
- Портрет на млада дама (Ritratto di giovane dama) (приписвана), ок. 1580, маслено платно, Музей „Лазаро Галдиано“ (Мадрид, Испания)
- Портрет на Максимилиан II Хабсбург (Ritratto di Massimiliano II d'Asburgo), ок. 1580, маслени бои върху слонова кост, частна колекция
- Двоен портрет на момче и момиче от сем. Атаванти (Doppio ritratto), ок. 1580-те, маслено платно, Художествен музей „Алън Мемориал“ (Оберлин, САЩ)
- Мистичната венчавка на св. Катарина (Sposalizio mistico di santa Caterina), 1580, Художествен музей (Билбао, Испания)
- Автопортрет (ок. 1585), Nivaagaards Malerisamling (Ниво, Дания)
- Мадоната кърмеща Младенеца (Madonna allattante il Bambino), 1598, маслено платно, Szépművészeti Múzeum (Будапеща, Унгария)
- Светото семейство със света Анна и малкия Йоан Кръстител (Sacra Famiglia con Sant'Anna e San Giovannino), 1592, Художествен музей „Лоу“ (Корал Гейбълс, Флорида, САЩ)
- Портрет на Инфанта Изабела Клара Евгения (Ritratto della infanta Isabella Clara Eugenia), сл. 1599, маслено платно, Испанско посолство в Париж (Франция)
- Мария с Младенеца (Madonna col bambino), 1542–1623, маслено платно, Градски художествен музей (Копенхаген, Дания)
- Портрет на мъж с дъщеря му (Ritratto di un uomo con sua figlia), 1542–1623, маслено платно, Национален музей (Варшава, Полша)
- Портрет на млада жена в профил (Ritratto di giovane dama di profilo), кр. 16 век, Ермитаж (Санкт Петербург, Русия)
- Портрет на млад мъж (Ritratto di giovane uomo), 16 век или нач. 17 век, маслено платно, Художествен институт (Детройт САЩ)
- Автопортрет, 1610, Сбирка „Готфрид Келер“ (Винтертур, Швейцария)
- Автопортрет, Галерия „Уфици“ (Флоренция)
- Портрет на момче, Музей „Торвалдсен“ (Копенхаген, Дания)
- Портрет на три от нейните сестри при игра на шах с прислужница /Трите сестри, версия на картината от Познан, Градски музей (Торино, Италия)
- Двоен портрет на жена със своята дъщеря, Национален музей на жените в изкуството (Вашингтон, САЩ)